# Anodontia edentuloides
Anodontia edentuloides is een tweekleppigensoort uit de familie van de Lucinidae. De wetenschappelijke naam van de soort is voor het eerst geldig gepubliceerd in 1870 door Verrill.